# Жерепове
Жерепове — високогірне озерце льодовикового походження в урочищі Гаджина на масиві Чорногора в Українських Карпатах у Верховинському районі Івано-Франківської області.
Розміщене в межах Карпатського національного природного парку.
Водойма розташована між стадіальними моренами та з трьох боків оточена гущавиною сосни сланкої — жерепу. На узбережжі зустрічається рідкісна трав'яниста рослина аконіт строкатий (Aconitum variegatum), пилок якої, одначе, є отруйним для бджіл, а мед — для людей.

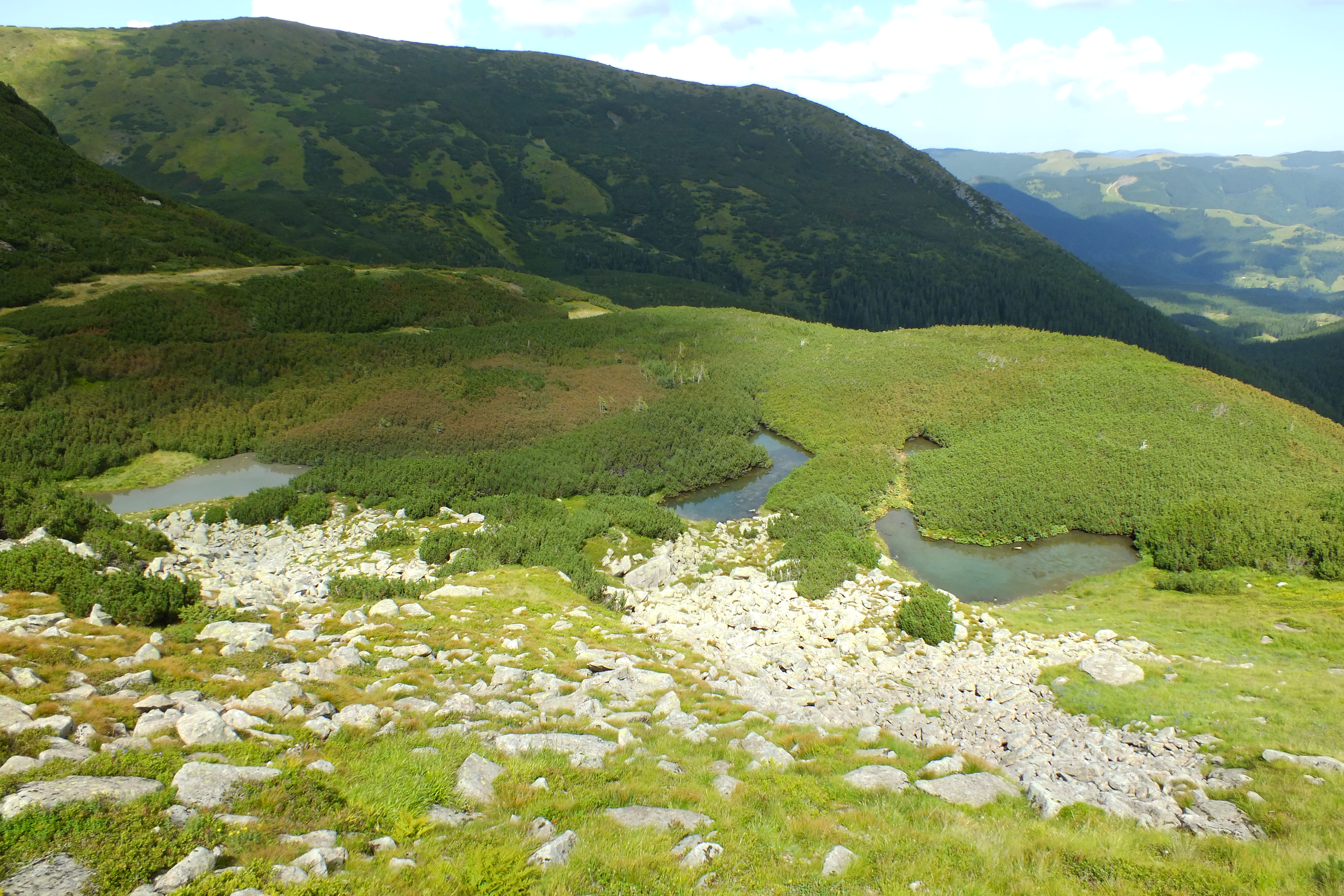
Група озерець Плоске, Жерепове, Невидимка, Холодне
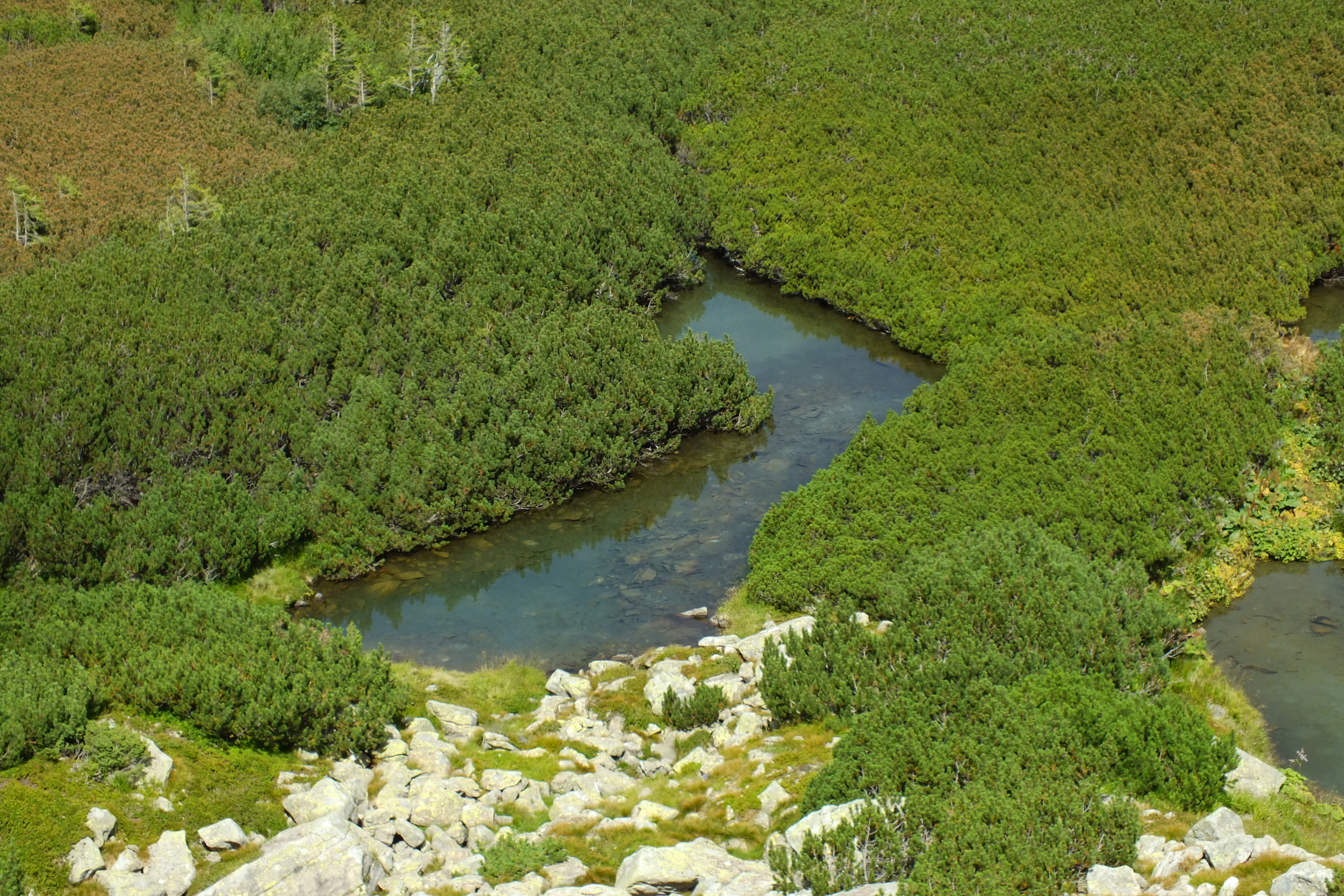
Озерце Жерепове
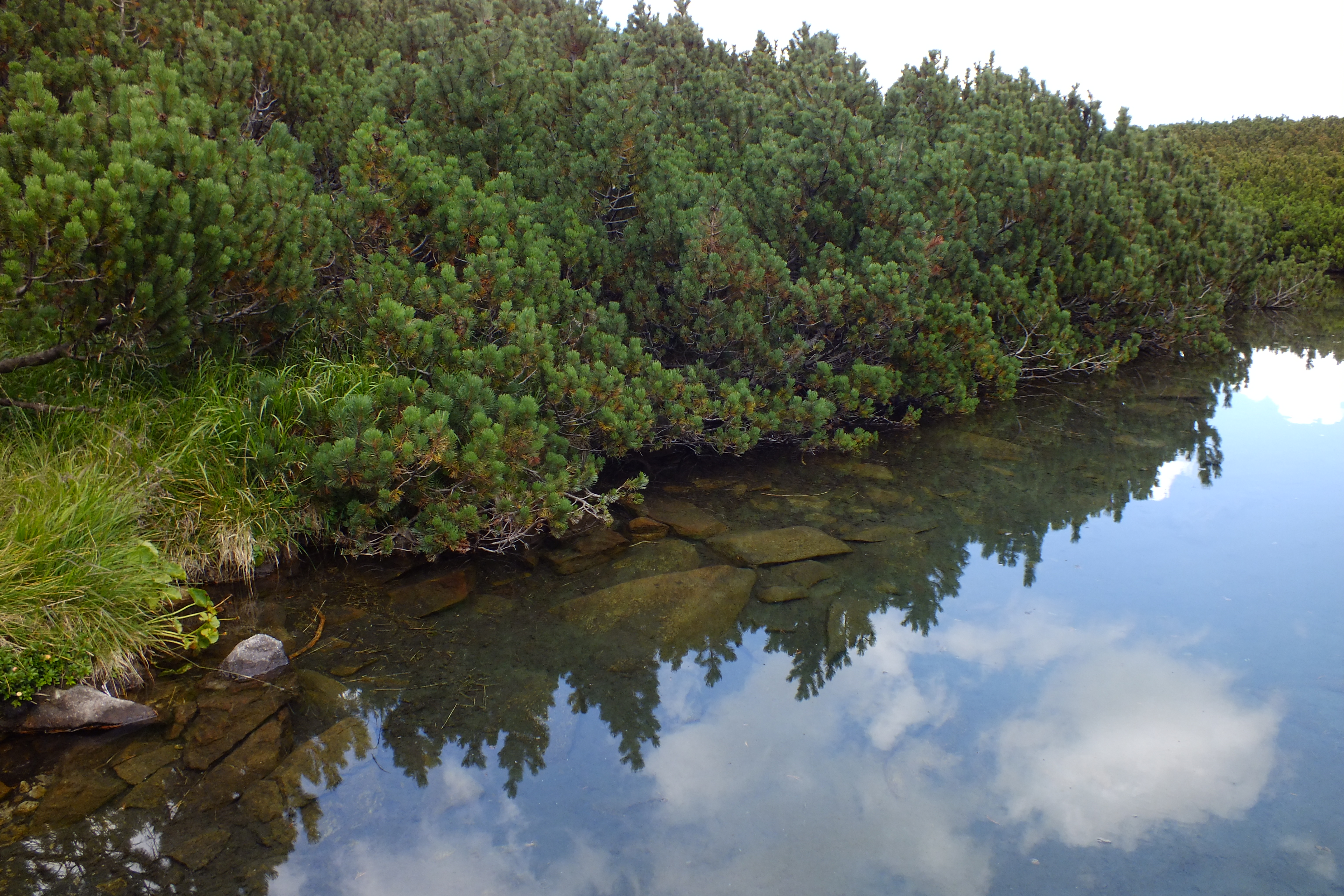
Жерепове - берегова лінія та рослинність
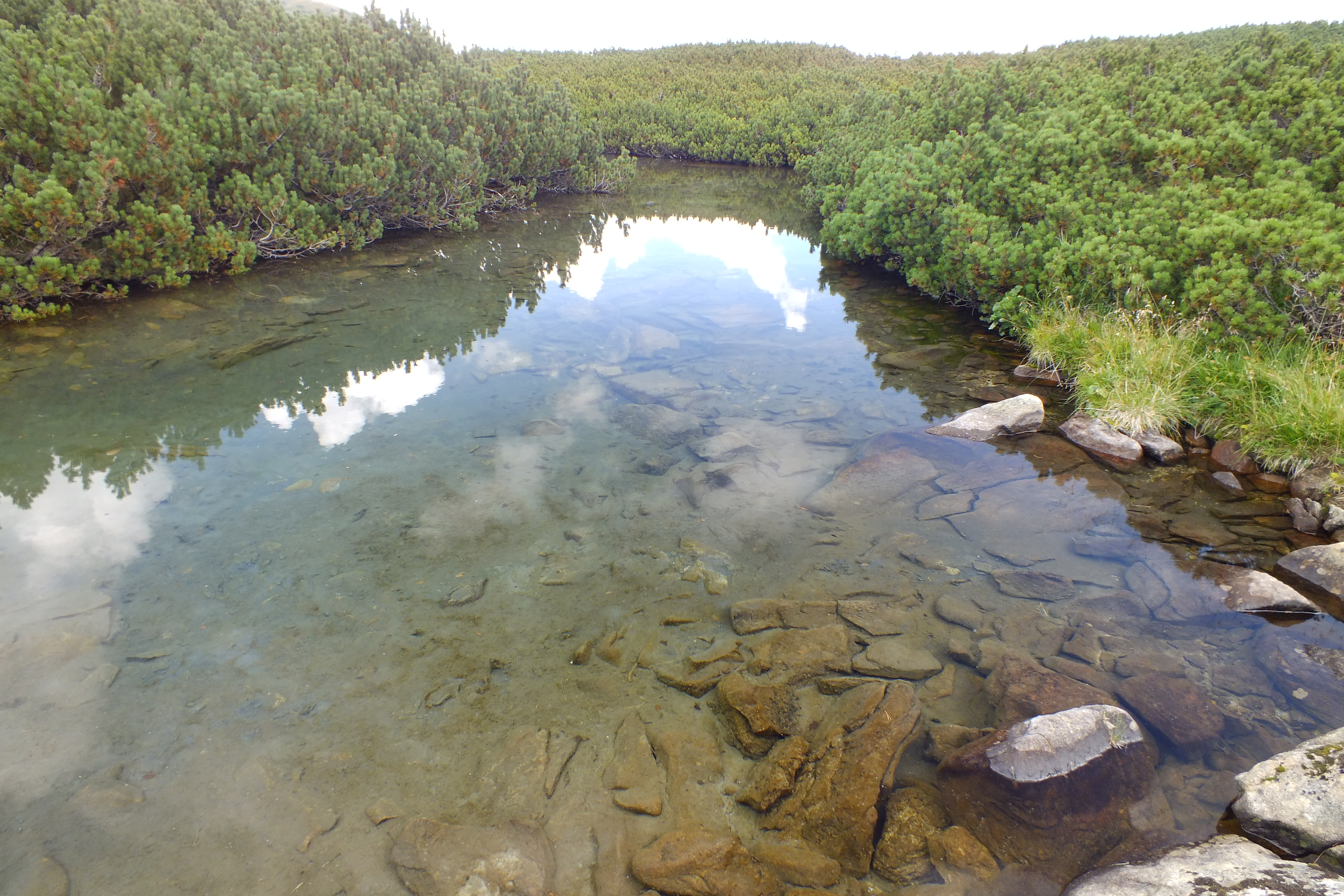
Дно озерця Жерепове